# Evangelischer Friedhof
Evangelischer Friedhof bezeichnet einen Friedhof im deutschsprachigen Raum, in dem nach der Reformation die Gemeinsamkeit des Friedhofs unmöglich geworden war. Ab dem 16. Jahrhundert entstanden daher vielerorts eigene evangelische Friedhöfe, auf denen  Beerdigungen von Mitgliedern anderer Konfessionen für lange Zeit verboten blieben.
Auf evangelischen Friedhöfen waren anonyme Bestattungen erlaubt und Grabstätten von einfachen Menschen blieben lange Zeit ohne Kennzeichnung.

## Reformierte Gebiete
In reformierten Gebieten wurden bis zur Reformation gemeinsam genutzte Friedhöfe entweder zu evangelischen Friedhöfen erklärt oder es wurden eigene neue Friedhöfe angelegt. Später wurde dort, wo es keinen eigenen katholischen Friedhof gab und dann zunehmend auch in gemischt-konfessionellen Gebieten, Gastrecht gewährt, wenn auch zum Teil versehen mit höheren Grabgebühren. Die Landeskirche des Königreichs Sachsen zum Beispiel beschloss 1906 sogar die völlig gleiche Zulassung und Behandlung von katholischen und evangelischen Verstorbenen auf evangelischen Friedhöfen.

## Gebiete der katholischen Reform
In Gebieten der Katholischen Reform wurden evangelische Friedhöfe erst später üblich, da dort das geltende römisch-katholische Kirchenrecht zwei erstmals konkurrierende Artikel aufwies. Einerseits durften Häretiker nicht in geweihter Erde bestattet werden, andererseits war die Neuanlage eigener evangelischer Friedhöfe ebenfalls nicht vorgesehen.

## Entwicklung in Österreich-Ungarn
In der Habsburgermonarchie wurden nach einer Bestimmung von 1609 evangelische Friedhöfe angelegt, um diesen kirchenrechtlichen Missstand abzustellen. Viele der neuen evangelische Friedhöfen wurden dann allerdings während der Gegenreformation wieder zerstört. Nach dem Konkordat von 1855 zwischen Österreich-Ungarn und dem Heiligen Stuhl waren die Friedhöfe endgültig zu trennen. Dort, wo evangelische Friedhöfe nicht eigens angelegt werden konnten, wurden – ähnlich den Selbstmördern, Missetätern und Juden – eigene Winkel für Akatholiken angelegt.

## Liste bekannter evangelischer Friedhöfe
- Berlin: Evangelischer Friedhof Altglienicke (1884), Evangelischer Friedhof Alt-Schmargendorf, Evangelischer Friedhof Stralau (1949 übernommen), Luisenfriedhof I (auch Alter Luisenfriedhof genannt), Luisenfriedhof II (auch Westend-Friedhof genannt)
- Köln: Evangelischer Friedhof Köln-Mülheim (1614)
- Regensburg: Der ehemalige erste protestantische Friedhof der protestantisch regierten Reichsstadt, der sog. Petersfriedhof wurde 1633 im Verlauf der Kämpfe um Regensburg (1632–1634) von katholischen bayerischen Truppen zunächst zerstört und nach einer mehrjährigen Folgenutzungszeit zeitgemeinsam mit mehreren kleineren Friedhöfen im Stadtpark Regensburg im Verlauf des 19. Jahrhunderts endgültig aufgegeben am beginnenden 20. Jahrhundert zu Gunsten des Neubaus Evangelischer Zentralfriedhof (Regensburg).
- Gesandtenfriedhof in Regensburg: Dieser ungewöhnliche Friedhof hinter der Dreieinigkeitskirche beherbergt die Grabstätten von protestantischen Gesandten am Reichstag, mit erhaltenen Grabplatten und 20 barocken Epitaphien. Genutzt ab 1550 bis 1803.
- Regensburg Evangelischer Zentralfriedhof ab 1898
- Wien: Evangelischer Friedhof Matzleinsdorf (1858, auch Neuer evangelischer Friedhof genannt)
- Wuppertal: Evangelischer Friedhof Cronenberg (1783). Alter evangelischer Friedhof Langerfeld (1785)